# Meotes
Meotes  (en grec antic Μαιῶται) era el nom genèric donat pels autors clàssics al poble que vivia a la regió de la mar d'Azov, que en època clàssica es deia Palus Maeotis.
Ja es troben mencionats pel logògraf Hel·lànic de Mitilene. Estrabó diu que vivien del peix i conreaven una mica la terra però eren tan guerrers com els nòmades veïns, i en dona diverses subdivisions: sindi, dandarii, toreatae, agri, arrechi, tarpetes, obidiaceni, sittaceni, dosci, i altres.
Algunes d'aquestes tribus eren tributàries de la factoria grega situada a la ciutat de Tanais o dels reis del Bòsfor, però el sotmetiment sempre va ser temporal i poc segur. El regne del Bòsfor Cimeri es va anar apoderant de les seves terres, especialment sota Farnaces II, Asandre i Polemó I.